# Girolamo Santacroce (scultore)

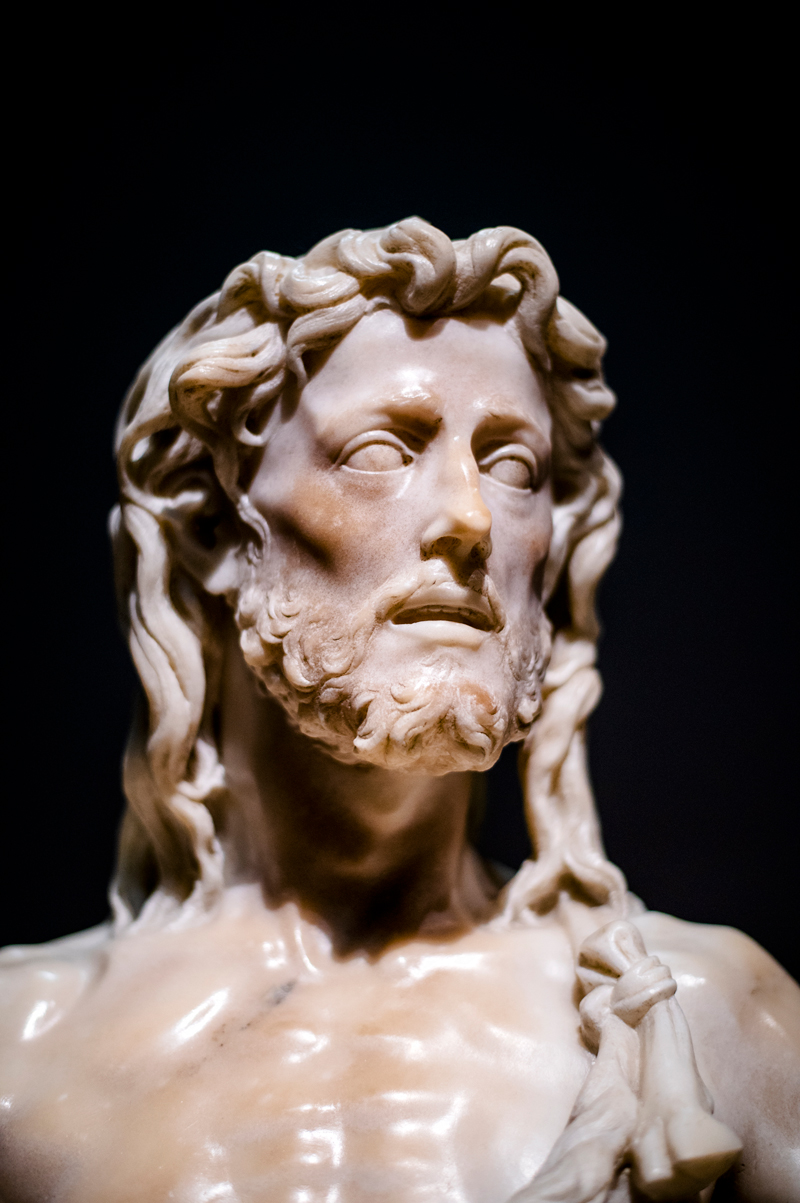
Dettaglio della statua in marmo del San Giovanni Battista Ecce Agnus Dei

Girolamo Santacroce (Nola, 1502 – Napoli, 1537) è stato uno scultore, architetto e medaglista italiano.

## Biografia

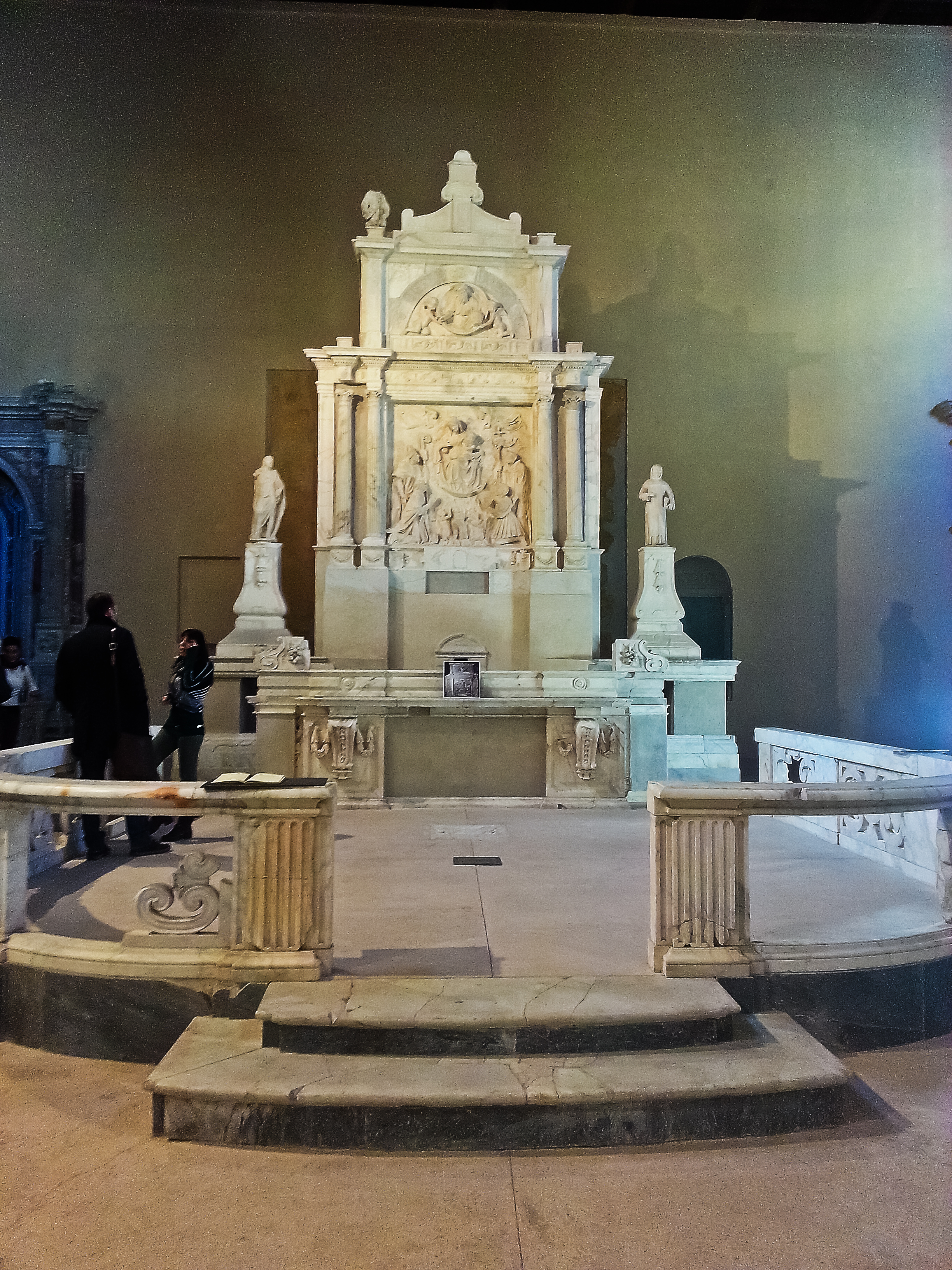
Altare del Santacroce nella chiesa di Sant'Agnello Maggiore (parzialmente smembrato)

Cenni biografici riguardo l'infanzia del Santacroce sono testimoniati dall'opera di Bernardo De Dominici: Vite de' pittori, scultori, ed architetti napoletani. De Dominici afferma che il Nostro è nato da un certo Giovan Agostino, mercante, e fece sì che il figlio seguisse le orme paterne avviandolo allo studio delle lettere e dell'aritmentica. L'inclinazione del giovane verso le arti fu più forte e il padre, avendo capito le abilità del figlio, lo condusse presso la bottega di un certo Maestro Matteo. Seguendo un consiglio di Andrea da Salerno, il Santacroce si recò a Roma per poter studiare le antichità romane che in quegli anni stavano riemergendo e per conoscere gli scultori contemporanei come Michelangelo. Da come si apprende nel testo del De Dominici si dice che abbia appreso l'architettura nella città capitolina.
Ritornato a Napoli, già in tenera età lavorava come scultore, nel 1517, all'età di quindici anni, scolpiva un sepolcro per la Basilica della Santissima Annunziata e aiutava Giovanni da Nola nella realizzazione del presepe per la chiesa di Santa Maria del Parto a Mergellina. Nel 1520 si trovava a Carrara insieme a Bartolomé Ordóñez, la cui collaborazione risaliva già dal 1517 al Sepolcro Caracciolo, nella Cappella Caracciolo di Vico nella Chiesa di San Giovanni a Carbonara, quando il giovane scultore realizzava il San Giovanni Battista, oggi trafugato.
Nel 1525 collaborava ai marmi della Cappella del Crocifisso in San Domenico Maggiore, contemporaneamente progettava uno dei suoi capolavori: l'altare maggiore nella Chiesa di Sant'Agnello Maggiore a Caponapoli, l'impianto compositivo è caratterizzato da un prospetto che rievoca le strutture templari; il bassorilievo centrale è incorniciato da coppie di colonne corinzie che sono state trafugate e recentemente ritrovate in un negozio di antiquariato dove l'antiquario stesso aveva denunciato alle forze dell'ordine la presenza di questi manufatti marmorei venduti come colonne neoclassiche, l'altare è coronato da una lunetta con rilievo.

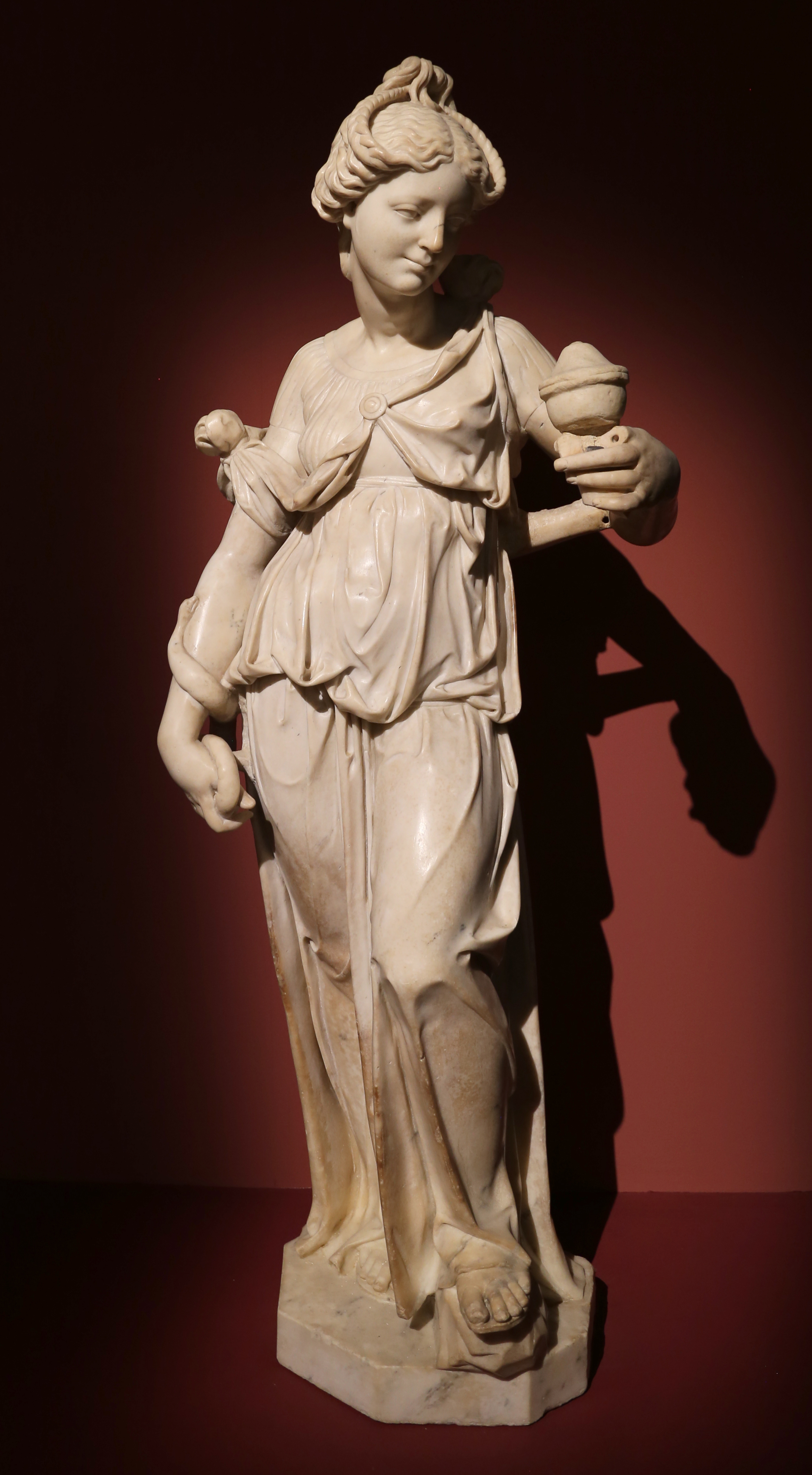
Allegoria della prudenza, 1525-28, Chiesa di San Pietro Martire

Nel medesimo periodo realizzava l'altare del Pezzo nella Chiesa di Sant'Anna dei Lombardi, l'altare è completamente speculare a quello Ligorio di Giovanni da Nola. Nella Chiesa di Santa Maria delle Grazie Maggiore a Caponapoli scolpiva l'Incredulità di San Tommaso. Il Santacroce realizzò altre opere in varie chiese di Napoli nonostante la sua breve carriera stroncata da una morte precoce nel 1537. Come architetto non ci sono pervenute paternità riguardo a fabbriche realizzate nel XVI secolo.

## Opere

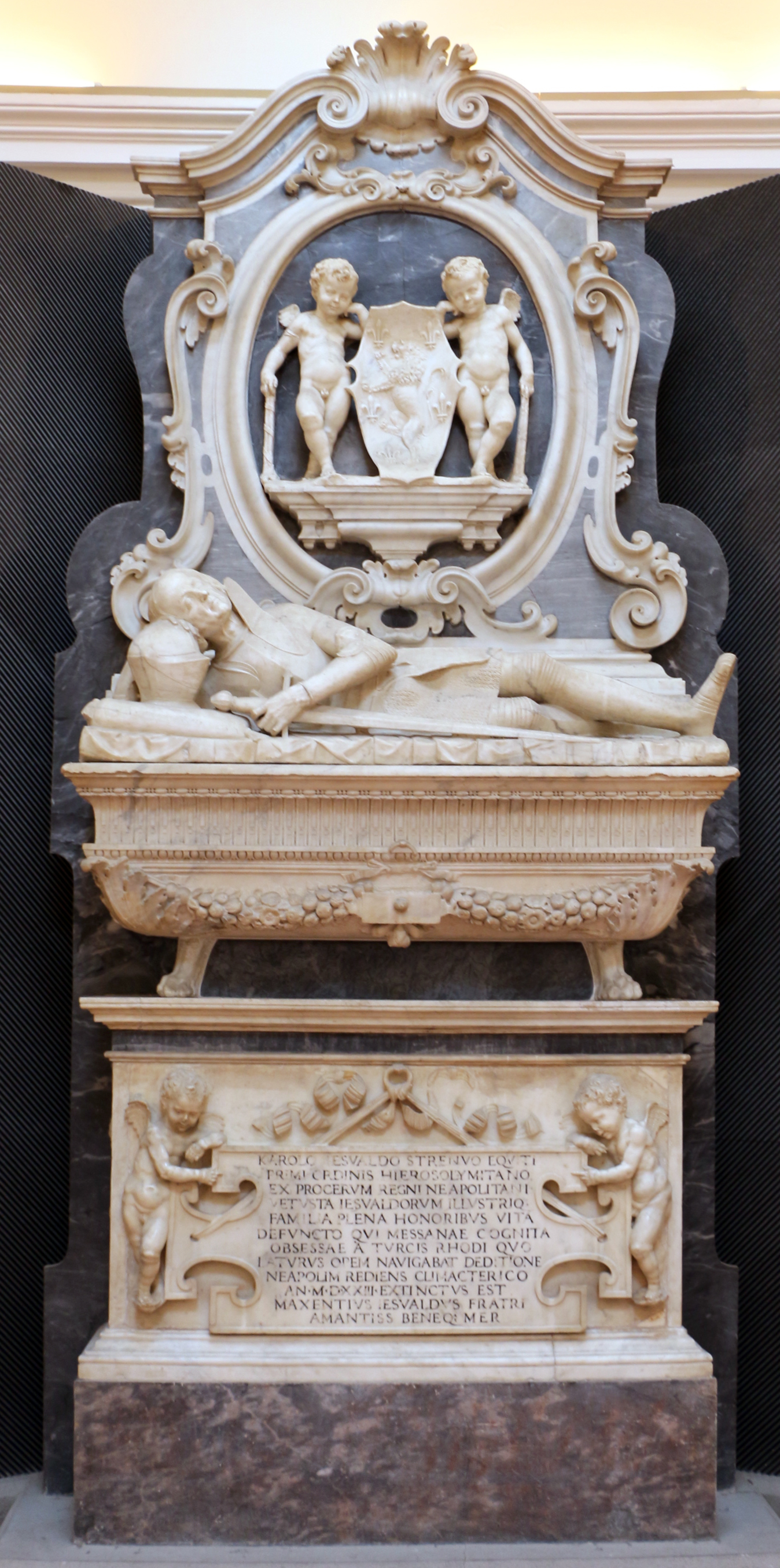
Monumento funebre di Carlo Gesualdo, cavaliere gerosolimitano, 1523, Certosa di San Martino

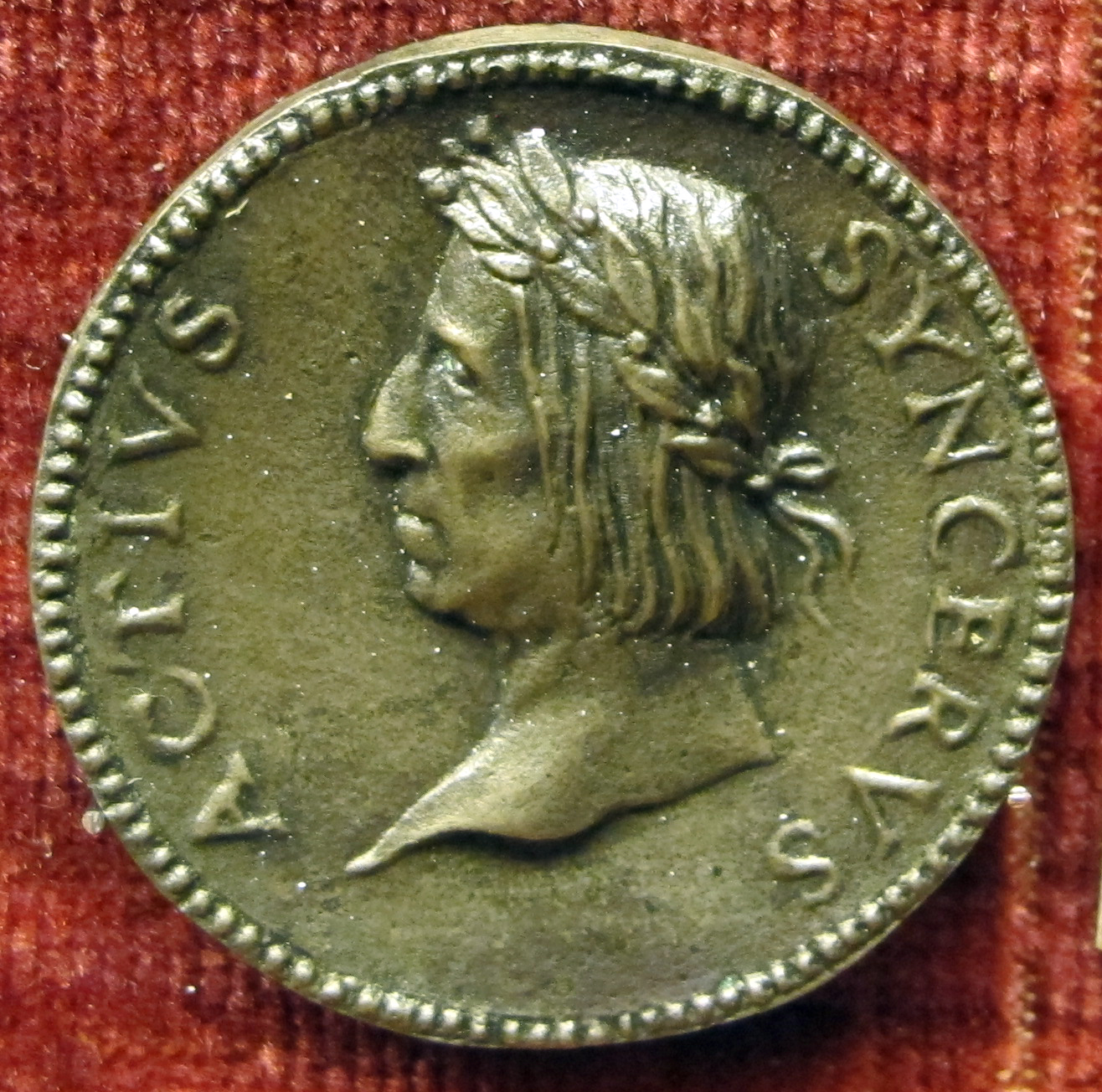
Medaglia di Jacopo Sannazzaro

- XVI secolo, "Madonna con Bambino", altorilievo marmoreo, attribuzione, opera custodita nella Chiesa del Rosario di Taurianova.